# 山茅 (演员)
山茅（1944年—1977年）是一位台灣电影演員、動作指導。

## 生平
出生于1944年，祖籍山东，原本是黑社会成员，后受到王羽的赏识，于是和王羽合作，并多次参演了邵氏等电影公司制作的电影以及在一部分电影中担任动作指导。其在电影中饰演的角色一般都为打手、功夫家，并且饰演的角色一般都为反派角色，不过他在《蔡李佛小子》中担任正派角色，饰演主角鍾堅的老师。
是一个非常爽快的人。
后于1977年3月14日死于一场酒后斗殴。

## 外部連結
- 山茅在互联网电影资料库（IMDb）上的資料（英文）
- 山茅在香港影庫上的簡介
- 豆瓣链接 （页面存档备份，存于）